# Adine Masson
Adine Masson is een tennisspeelster uit Frankrijk. Zij was ook bekend onder de naam Françoise Masson.
In 1897 was zij de eerste winnares van Roland Garros door Suzanne Girod met 6–3, 6–1 te verslaan. In de twee jaren daarna, 1898 en 1899, kon zij haar titel strijdloos prolongeren bij gebrek aan uitdagers. Ook in 1902 en 1903 won zij het toernooi. In 1904 speelde Masson nogmaals in de finale, maar verloor zij van Kate Gillou.